# Heinrich Oster
Heinrich Oster (Estrasburgo, 9 de mayo de 1878 – Essen, 29 de octubre de 1954) fue un químico alemán, ejecutivo de BASF e IG Farben, condenado por crímenes de guerra.

## Juventud
Oster estudió en la Friedrich Wilhelm University en Berlín, obteniendo el doctorado en 1905. Empezó a trabajar para Agfa donde permaneció hasta 1914 cuando fue llamado a filas durante la Primera Guerra Mundial. Resultó herido y perdió un ojo, por lo que sirvió el resto de la guerra en la oficina del Alto Mando en Alsacia.

## IG Farben
Tras el armisticio fue contratado por BASF como subdirector y entró en el Consejo de Administración en 1921.

## Época nazi
Oster fue uno de los primeros directivos de IG Farben en promover la cooperación con el partido de Hitler movement. Oster fue patrocinador de las Schutzstaffel desde 1935 a 1939, lo que le convertía en oficial SS.

## Posguerra
Oster fue arrestado por el ejército de Estados Unidos en 1946 y al año siguiente fue acusado de crímenes de guerra en el juicio a IG Farben. En 1948 fue condenado a dos años de prisión por saqueo y expolio. Tras obtener la libertad en 1949 obtuvo un asiento en el Consejo de Gelsenberg AG.